# Барбара Валентин Петрович
Валентин Петрович Барбара (нар. 17 квітня 1959, с. Хотів, Києво-Святошинський район, Київська область) — заступник Голови Верховного Суду України — секретар Судової палати у господарських справах (2011), заслужений юрист України (2005), кандидат юридичних наук.

## Біографія
Трудову діяльність розпочав у 1976 році слюсарем-складальником Київського дослідно-експериментального заводу засобів автоматичного управління.
1977—1980 роки — служба в армії. 1980—1985 роки — навчання на юридичний факультет Київського державного університету імені Т. Г. Шевченка за спеціальністю «правознавство».
1986—1997 роках — суддя Дарницького районного суду м. Києва. 1997—2001 роки — помічник Голови Верховного Суду України. 2001 року — обраний суддею Верховного Суду України. 2002 рік — заступник Голови Судової палати у господарських справах Верховного Суду України. 2007 року — Голова Судової палати у господарських справах Верховного Суду України. 2010 рік — суддя Верховного Суду України. 2011 року — обраний заступником Голови Верховного Суду України — секретарем Судової палати у господарських справах.
Кандидат юридичних наук.
У 2015 році — переобраний на посаду заступника Голови Верховного Суду України.

## Нагороди, відзнаки
- Заслужений юрист України (2005).
- Орден «За заслуги» III ступеня (2009).
- Почесна грамота Верховної Ради України.